# Norm (sociologi)
 For alternative betydninger, se Norm. (Se også artikler, som begynder med Norm)
Norm er i sociologisk videnskab et begreb, der refererer til regler og /eller sociale værdier, som angiver den ønskelige eller forventede adfærd i en gruppe eller hele samfundet. Begrebet er i faglitteraturen oftest angivet i flertal, normer, fordi der er tale om et sæt af sammenhængende retningslinjer.  Normer kan defineres som præskriptive forhold i modsætning til deskriptive forhold, idet normen angiver, hvad der "bør" foregå i en given sammenhæng. Begreberne normal og normalitet er afledt af og delvist overlappende med begrebet norm. Studiet af sociologiske normer kan også forstås som observationer af kulturfænomener, i modsætning til studier af naturlovene. 

## Normtyper
Normer kan inddeles i mange forskellige typer. Overordnet kan der sondres mellem formelle og uformelle, hvor de formelle er vedtagne regler, f.eks. love, cirkulærer, vedtægter og lignende. Overtrædelse af formelle normer udløser som regel en sanktion.
I et retssamfund legitimeres sanktionerne ved at være lovbestemte og retfærdige, således at borgerne føler sig "lige for loven". 
De uformelle normer er mangeartede former for ikke nedskrevne retningslinjer, f.eks. hvordan et barn forventes at opføres sig for at være "sød" eller "artig". Disse normer er medvirkende til at styrke gruppens sammenhold, men også til at stemple "de andre" som afvigere. Normer skaber således integration i gruppen, men kan samtidig være ekskluderende overfor mindretal.  
Nogle filosoffer skelner mellem moral og etik som udtryk for to forskellige normsæt. Moral er i givet fald "god skik" eller "korrekt adfærd", mens etik er de ideer eller principper, der ligger til grund for moralske valg. 

## Normdannelse
Alle mennesker fødes ind i en gruppe, som normalt er en familie, hvor barnet hurtigt knytter sig til sine forældre og søskende. socialisering er betegnelsen for den proces, hvor individer internaliserer omgivelsernes sociale normer og kultur med henblik på at videreføre og styrke gruppens overlevelse og sammenhold. I denne kontekst benævnes normer ofte i sammenhæng med sociale værdier. På baggrund af fælles normer og værdier antages grupper at udvikle fælles institutioner. 
Den primære socialisering i familien er udgangspunktet for at lære de sociale normer og regler, som gælder for gruppen. Normer og vaner varierer, og barnet lærer efterhånden, hvad omgivelserne kræver og hvorledes de indgår i et kulturelt mønster. Efterhånden udvides barnets horisont, når det indgår i socialt samspil med legekammerater og senere i de offentlige institutioner, daginstitution og skole. Inspireret af Jürgen Habermas’ teori om systemverdenens kolonisering af livsverdenen, har især tyske sociologer udviklet en teori om funktionstømning af familien i senmoderniteten. Her påpeges det, at familiens oprindelige funktioner forplantning, reproduktion, omsorg og opdragelse kan foregå uden for den traditionelle families rammer. De offentlige institutioner har fået en stadig større rolle i socialiseringen, bl.a. fordi store dele af opdragelsen af børnene er flyttet fra familien til institutionerne. Dette kan skabe en konflikt mellem de normer, som er indlært i familien og dem, som institutionerne videregiver. Denne såkaldte dobbeltsocialisering kan føre til normforvirring og værdikonflikt mellem hjemmet og repræsentanterne for institutionerne. 

## Teori
I klassisk sociologi anses de grundlæggende fælles institutioner i et samfund for at bestå af familie, skole, kirke og stat. Familiens opgaver er i en samfundsmæssig kontekst at stå for den primære socialisering, mens skole og kirke forestår den sekundære socialisering, som sikrer, at staten består af nyttige borgere.  Karl Marx og en række efterfølgende marxister stipulerede normer som tvangsmæssige forskrifter, der skal opretholde den økonomisk betingede klasestruktur. Emile Durkheim opfattede derimod den tvangsmæssige videreførelse af normer som indrestyret, idet socialiseringen internaliserer normerne i det enkelte individs personlighed.
Den funktionalistiske indfaldsvinkel var udgangspunktet for de moderne samfundsteorier. Talcott Parsons udviklede en samlet teori om sociale handlinger, som sammenfattedes i det såkaldte "AGIL" skema. Blandt kritikerne af funktionalismen var forskellige strukturalister. Pierre Bourdieu definerede begrebet habitus som et system af varige og foranderlige dispositioner, der fungerer som ramme for den måde, hvorpå det enkelte individ oplever, tænker og handler, konstruerer både aktørens position i det sociale rum og aktørens mentale dispositioner.  Bl.a. som et resultat af empiriske studier af socialiseringen i grupper kunne Bourdieu herefter fastlægge socialiseringsprocessen som et resultat af forskelle i status. Denne status er primært funderet i klassetilhørsforhold og kulturel kapital, men kan påvirkes og forandres gennem livsforløbet. Chanceuligheden i de moderne samfund illustrerer dog, at de grundlæggende dispositioner for habitus fastlægges tidligt i barnets livsforløb, hvilket bl.a. har den konsekvens, at ulighederne videreføres fra generation til generation.  Michel Foucault har været inspiration for en række sociologer, der fremhæver magtstrukturer som det bærende element i dannelsen af normer.
Individets faktiske adfærd kan være mere eller mindre i overensstemmelse med de gældende normer. Brud på gældende normer er af forskere blevet betegnet som ”den eneste måde at skaffe sig kendskab til normernes eksistens”. 